# Nipomo
Nipomo è un census-designated place della contea di San Luis Obispo nello stato della California.

## Storia
La denominazione della città deriva dalla parola "ne-po-mah" degli indiani Chumash, che significava "piedi della collina". Il capitano William G. Dana fondò la moderna Nipomo nella prima metà del XIX secolo.
Secondo il censimento del 2010 gli abitanti erano 16 714. Situato tra San Francisco e Los Angeles a pochi chilometri dal mare, il centro abitato è attraversato dalla U.S. Route 101.